# Fiat 727
Il Fiat 727 è un trattore d'artiglieria semicingolato italiano prodotto in una piccola preserie durante la seconda guerra mondiale.

## Storia
Le industrie italiane non si erano mai interessate ai semicingolati tranne che per alcuni prototipi come l'Alfa Romeo CSEM 800RE, così allo scoppio della seconda guerra mondiale ci si rivolse all'alleato tedesco. Nel 1941 il Sd.Kfz. 7 fu valutato presso il Centro Studi della Motorizzazione del Regio Esercito e l'anno successivo la Krauss-Maffei concesse la licenza di produzione per il treno di rotolamento ed i cingoli alla Fiat ed alla Società Italiana Ernesto Breda per Costruzioni Meccaniche, che avrebbe prodotto il Breda 61. Il Fiat 727 o Maffei-Fiat 727 sarebbe dovuto entrare in servizio nel 1944; l'armistizio ne limitò la produzione ad una piccola preserie di 6 o 8 esemplari.

## Tecnica
Si tratta di un trattore d'artiglieria medio, più leggero dell'analogo Breda 61, con portata di 1500 kg e capacità di traino al gancio di 6000 kg. Il treno di rotolamento, derivato dal Sd.Kfz. 7, è costituito da 7 ruote parzialmente sovrapposte, di cui 4 singole e 3 doppie, più ruota motrice anteriore. Invece dell'originale HL62/64 della Maybach, il trattore italiano monta un motore a benzina Fiat a 6 cilindri da 4170 cm³ con carburatore Solex. Nella cabina, completamente aperta ma munita di telone, prendono posto il conduttore a destra ed il capopezzo a sinistra; nel vano equipaggio, anche questo aperto, 6 serventi sono disposti su 2 file affrontate di 3 sedili. Posteriormente un cassone permette lo stivaggio dei proiettili del pezzo trainato.